# 大都會球場
大都會球場（Metropolitano Stadium），前名馬德里奧林匹克體育場（Estadio Olímpico de Madrid），位於西班牙馬德里。球場已於2017年完成重建，現時為馬德里競技的主球場。
球場的容量達68,000人。它可以經由馬德里地鐵七號線的奧林匹克體育場站（Estadio Olímpico）前往球場。於2018-19球季舉行歐洲冠軍聯賽決賽。

## 历史
二十世纪九十年代初，马德里体育委员会（Sports Council of the Community of Madrid ）推动了该市在1997年主办世界田径锦标赛，准备在马德里东部的M-40高速公路旁建立一个奥运体育场。 该地位于马德里东部郊区，预计城市化程度很高。
根据Cruz y Ortiz的设计，1990年，新体育场动工，于1993年完工，1994年9月落成投入使用。由于与传统的发梳相似，La Peineta取梳子之意，单层椭圆形体育场容量为2万座。
1997年世界田径锦标赛最终在雅典举办，La Peineta在十年间被用于举办小型体育和文化活动。 2004年，该体育场被废弃。

## 新馆

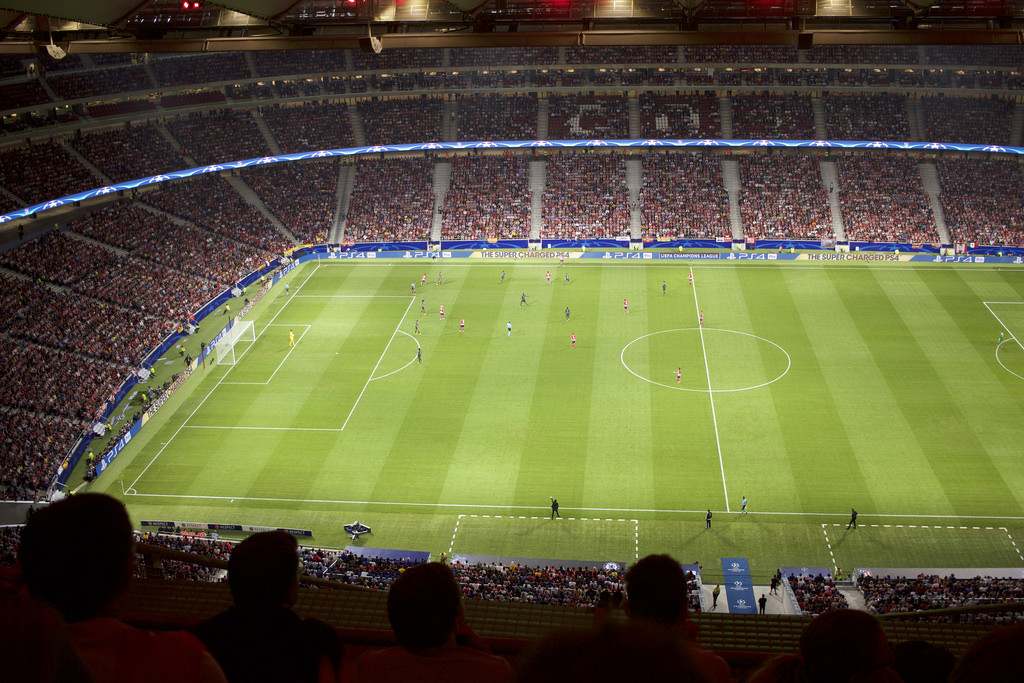
比赛期间的萬達大都會球场内部

2004年，马德里竞标2016年夏季奥运会后，该体育场为承接项目而关闭。在2009年马德里竞标失败之后，为了将来充分利用体育场，各方建议不断。最后，2013年9月11日，马德里竞技俱乐部宣布，俱乐部将在La Peineta建造未来的体育场，所有权正式转移到俱乐部。从2017-18赛季开始，新的体育场将替代比森特·卡尔德隆球場(Estadio Vicente Calderón)作为马德里竞技俱乐部的主场。2016年12月9日，俱乐部宣布，新体育场由中国万达集团冠名，官方名称为万达大都会（Wanda Metropolitano）。
建造完成后，新球場能够容纳68,000名观众，所有觀眾座位均被新屋顶覆盖，其中包括 7,000 名 VIP、79 間稱為Neptuno Premium 的VIP 套房。4,000個停車位：球場內1,000個，室外3,000個。該球場也是世界上第一個 100% LED 球場。
2017年9月17日，大都會球場啟用後的第一場比賽是馬德里體育會對陣馬拉加的西甲聯賽。西班牙國王費利佩六世出席了比賽。馬德里體育會前鋒安東尼·基沙文射進了大都會球場的第1個入球，新球場的首場比賽馬體會以 1-0 擊敗馬拉加。搬進新球場後的第一個賽季，馬體會就奪得歐霸杯跟歐洲超級杯的冠軍。
2022年7月19日，馬德里體育會與房地產開發商Cívitas簽署新贊助協議，球場更名為Cívitas Metropolitano。

## 外部連結
- 馬德里競技對此球場的網站
- 球場的官方藍圖影片 （页面存档备份，存于）
- 西班牙的體育場 （页面存档备份，存于） （英文）

| 前任： · 奧林匹克國家綜合體育場 · （ 乌克兰基輔） | 歐洲冠军联赛 决赛场地 2018-19年 | 繼任： · 盧斯球場 · ( 葡萄牙里斯本) |